# Citroën CX

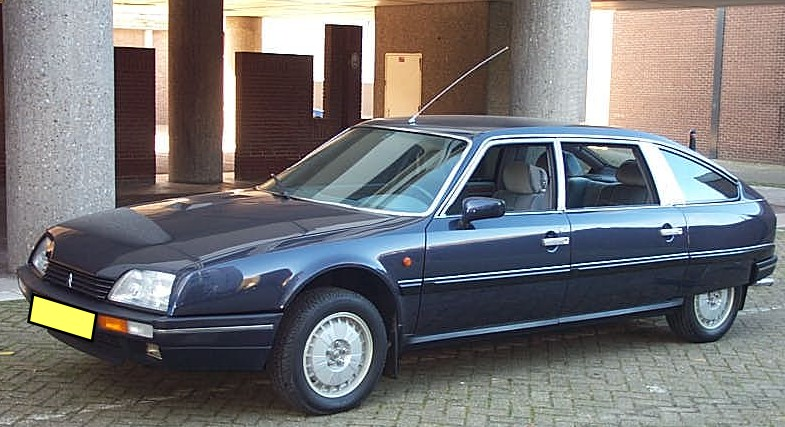
Citroën CX Prestige 2.5 po faceliftingu

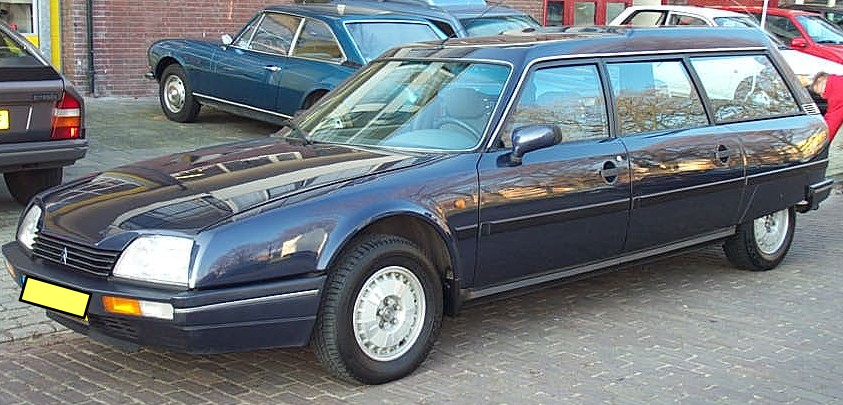
Citroën CX GTI Break po faceliftingu

Citroën CX – samochód osobowy klasy wyższej-średniej, produkowany przez firmę Citroën w latach 1974–1991. Wersje nadwoziowe obejmowały czterodrzwiowy fastback, pięciodrzwiowe kombi (Break), produkowane także w siedmioosobowej wersji Familiale oraz produkowaną na płycie podłogowej kombi (wydłużoną o 28 cm. od podstawowej) wersję "dyplomatyczną" pod nazwami "Limousine" (z silnikiem Diesla) i "Prestige" (z silnikiem benzynowym). Zdobył tytuł Samochodu Roku 1975. Jako następca modelu Citroën DS/ID odziedziczył po nim hydropneumatyczne zawieszenie o dużym rozstawie osi, co gwarantowało znakomity komfort podróżowania. 
Nazwa pojazdu pochodzi od współczynnika siły oporu aerodynamicznego, oznaczanego powszechnie Cx. Dla tego modelu współczynnik ten osiąga rekordową jak na ówczesne czasy wartość ~0,3. 
W samochodzie zastosowano wspomaganie kierownicy DIRAVI, użyte w po raz pierwszy w modelu SM. Charakterystycznymi cechami były "zerowanie" pozycji kierownicy oraz zmienna siła wspomagania: wraz ze wzrostem prędkości siła wspomagania malała. 
Niska jakość wykonania z początku produkcji, objawiająca się odpadającymi elementami wyposażenia wnętrza, czy zastosowaniem podatnych na korozję przewodów wysokiego ciśnienia w układzie hydropneumautycznym, powodujących liczne wycieki, zepsuły mu reputację, której nie poprawiły nawet turbodoładowane silniki benzynowe zapewniające dobre osiągi. 
Samochód przeszedł lekki facelifting w 1985. Metalowe zderzaki zastąpiono plastikowymi, zmieniono lusterka oraz całkowicie odświeżono deskę rozdzielczą.
Najmocniejszą wersją Citroëna CX był model GTi, wyposażony w turbodoładowany silnik benzynowy o pojemności 2500 cm³ i mocy 168 KM.
W 1989 roku pojawił się Citroën XM, który zastąpił limuzynę, lecz kombi produkowano jeszcze przez dwa lata.

## Dane techniczne

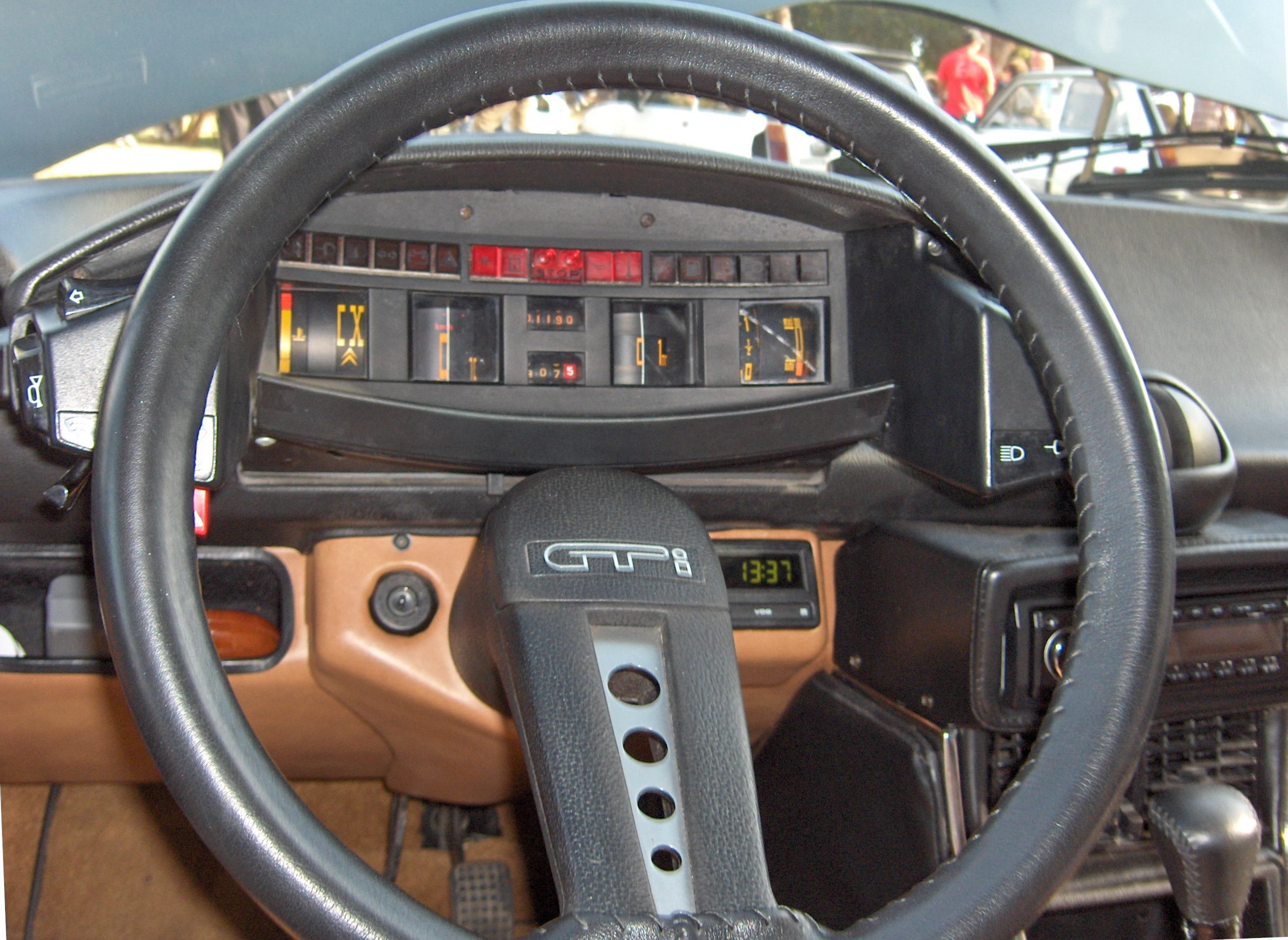
Deska rozdzielcza sprzed faceliftingu

| Wersja                | Silnik:                          | Układ zasilania:   | Średnica × skok tłoka: | St. sprężania:     | Moc maksymalna:                    | Maks. moment obrotowy      | 0-100 km/h:        | V-max:             |
| Silniki benzynowe:    | Silniki benzynowe:               | Silniki benzynowe: | Silniki benzynowe:     | Silniki benzynowe: | Silniki benzynowe:                 | Silniki benzynowe:         | Silniki benzynowe: | Silniki benzynowe: |
| --------------------- | -------------------------------- | ------------------ | ---------------------- | ------------------ | ---------------------------------- | -------------------------- | ------------------ | ------------------ |
| CX 20                 | R4 2,0 l (1995 cm³), SOHC        | gaźnik             | 87,90 mm × 82,00 mm    | 9,2:1              | 108 KM (79 kW) przy 5500 obr./min  | 166 N•m przy 3250 obr./min | b/d                | 175 km/h           |
| CX 22                 | R4 2,2 l (2165 cm³), SOHC        | gaźnik             | 88,00 mm × 89,00 mm    | b/d                | 117 KM (86 kW) przy 5600 obr./min  | 178 N•m przy 3250 obr./min | b/d                | 184 km/h           |
| CX 25 GTi             | R4 2,5 l (2500 cm³), SOHC        | wtrysk Bo L-Jet    | 93,00 mm × 92,00 mm    | 8,7:1              | 138 KM (101 kW) przy 5000 obr./min | 206 N•m przy 4000 obr./min | b/d                | 201 km/h           |
| CX 25 GTi Turbo       | R4 2,5 l (2500 cm³), SOHC, turbo | wtrysk Bo L-Jet    | 93,00 mm × 92,00 mm    | 7,7:1              | 168 KM (124 kW) przy 5000 obr./min | 294 N•m przy 3250 obr./min | b/d                | 208 km/h           |
| CX 2000               | R4 2,0 l (1985 cm³), OHV         | gaźnik Weber       | 86,00 mm × 85,50 mm    | 9,0:1              | 103 KM (76 kW) przy 5500 obr./min  | 152 N•m przy 3000 obr./min | b/d                | 171 km/h           |
| CX 2200               | R4 2,2 l (2175 cm³), OHV         | gaźnik Weber       | 90,00 mm × 85,50 mm    | 9,0:1              | 114 KM (84 kW) przy 5500 obr./min  | 167 N•m przy 3500 obr./min | b/d                | b/d                |
| CX 2400 Super         | R4 2,3 l (2347 cm³), OHV         | gaźnik Weber       | 93,50 mm × 85,50 mm    | 8,75:1             | 117 KM (86 kW) przy 5500 obr./min  | 186 N•m przy 2750 obr./min | b/d                | b/d                |
| CX 2400 PI            | R4 2,3 l (2347 cm³), OHV         | wtrysk             | 93,50 mm × 85,50 mm    | 8,8:1              | 130 KM (95 kW) przy 4800 obr./min  | 197 N•m przy 3600 obr./min | b/d                | b/d                |
| Silniki wysokoprężne: |                                  |                    |                        |                    |                                    |                            |                    |                    |
| CX 25D                | R4 2,5 l (2500 cm³), SOHC        | wtrysk             | 93,00 mm × 92,00 mm    | 22,2:1             | 76 KM (56 kW) przy 4250 obr./min   | 150 N•m przy 2000 obr./min | b/d                | 147 km/h           |
| CX 25TD               | R4 2,5 l (2500 cm³), SOHC, turbo | wtrysk             | 93,00 mm × 92,00 mm    | 21,0:1             | 96 KM (71 kW) przy 3700 obr./min   | 216 N•m przy 2000 obr./min | b/d                | 170 km/h           |